# سنكر الوسطى
قرية سنكر الوسطى (بالكردية: سەنگەری ناوەڕاست)‏ هي إحدى قرى ناحية قورة تو في قضاء خانقين ضمن الحدود الإدارية لمحافظة السليمانية لأنها ضمن مناطق إدارة كرميان في إقليم كردستان العراق.